# کارلوس پیوسل
کارلوس پیوسل (اسپانیایی: Carlos Peucelle‎؛ ۱۳ سپتامبر ۱۹۰۸ – ۱ آوریل ۱۹۹۰) یک بازیکن فوتبال اهل آرژانتین بود.

## تیم ملی
وی همچنین در تیم ملی فوتبال آرژانتین بازی کرده است.